# NGC 6533

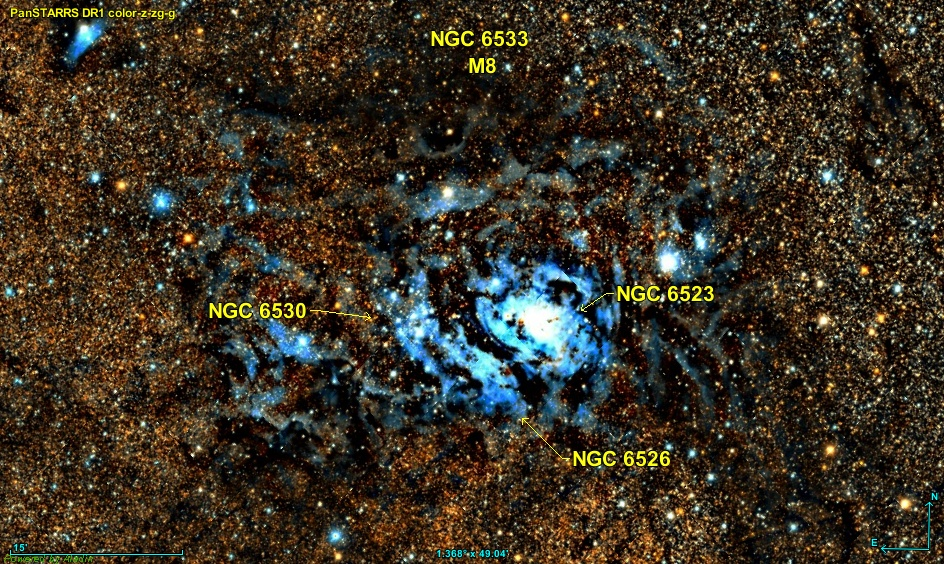

NGC 6533 is een emissienevel met een open sterrenhoop in het sterrenbeeld Boogschutter. Het hemelobject werd op 12 juli 1784 ontdekt door de Duits-Britse astronoom William Herschel.